# Документите Пандора
Документите Пандора са 11,9 милиона изтекли документи с 2,9 терабайта данни, които Международният консорциум на разследващи журналисти (ICIJ) публикува на 3 октомври 2021 г. Изтеклата информация разкрива тайните офшорни сметки на 35 световни лидери, включително настоящи и бивши президенти, премиери и държавни глави, както и повече от 100 милиардери, знаменитости и бизнес лидери, заедно с 400 държавни служители от близо 100 държави. Новинарската организация ICIJ описва разкриването на документите като най-голямата финансова тайна досега. Архивът съдържа документи, изображения, имейли и електронни таблици от 14 компании за финансови услуги в държави, включително Панама, Швейцария и Обединените арабски емирства надминавайки предишното им издание на Панамските досиета от 2016 г., което съдържаше 11,5 милиона поверителни документа (2,6 терабайта). По време на публикуването на документите ICIJ заявява, че не идентифицира източника на документите. Около 30 от тръстовете притежават активи, свързани с хора и компании, обвинени в измами, подкупи или нарушаване на човешките права в някои от най-уязвимите места и държави в света.
Оценката на ICIJ за парите, държани в офшорни условия (извън страната, където са направени парите), варират от 5,6 трилиона до 32 трилиона щатски долара.

## Разкрития
Документите включват информация за сделките на близо три пъти повече настоящи и бивши държавни лидери, отколкото всеки предишен уличаващ документ от офшорни убежища. Сред разкритите лица са бившият британски премиер Тони Блеър, чилийският президент Себастиан Пинера, кенийският президент Ухуру Кениата, черногорският президент Мило Джуканович, украинският президент Владимир Зеленски, катарският емир Тамим бин Хамад ал-Тани, премиерът на Обединените арабски емирства и владетелят на Дубай Мохамед бин Рашид Ал Мактум, президентът на Габон Али Бонго Ондимба, ливанският премиер Наджиб Микати, еквадорският президент Гилермо Ласо, членове на семейството на бившия президент Аржентина Маурисио Макри и неговия лекар и кипърския президент Никос Анастасиадис. Повече от 100 милиардери, 29 000 офшорни сметки, 30 настоящи и бивши лидери и 336 политици са посочени в първите изтекли данни на 3 октомври 2021 г.
Йорданският крал Абдула II е една от основните фигури, посочени във вестниците, с документи, показващи, че е инвестирал над 100 милиона щатски долара в имоти в Обединеното кралство и САЩ - къщи в Малибу, Калифорния, Вашингтон, окръг Колумбия, Лондон и Аскот във Великобритания. Доказано е, че британска компания, контролирана от Шери Блеър е придобила имот от 6.45 милиона британски лири в Лондон чрез закупуване на Romanstone International Limited, компания от Британски Вирджински острови. Ако имотът беше придобит директно 312 000 британски лири е трябвало да да бъдат платени като държавна такса. Името на Тони Блеър се появява в отчета за съвместните приходи за свързаната ипотека.
Документите също разкриват как офис блок, собственост на управляващата азербайджанска фамилия Алиев, е бил продаден на Crown Estate, публичното имение на суверена за 66 милиона паунда през 2018 г., като нетната печалба на Алиеви е 31 милиона паунда. Друг офис блок на стойност 33 милиона паунда е продаден на семейството през 2009 г. и е подарен на сина на азербайджанския президент Илхам Алиев, Хейдар. Според Las Vegas Sun „членовете на вътрешния кръг на пакистанския премиер Имран Хан са обвинени в укриване на милиони долари в богатство в тайни компании или тръстове“. Привърженици на бившия украински президент Петро Порошенко обвиняват наследника му Зеленски за укриване на данъци. На друго място близък сътрудник на руския президент Владимир Путин разкрива, че той има тайни активи в Монако, а чешкият премиер Андрей Бабиш не декларира използването на офшорна инвестиционна компания при закупуването на осем имота, включително две вили в Мужен на Френската Ривиера за 12 милиона паунда. Ухуру Кениата който през 2018 г. беше казал, че Имуществото на всеки държавен служител трябва да бъде декларирано публично, така че хората да могат да разпитват и питат - кое е законно?, той и шест членове на семейството му са свързани с 13 офшорни компании. Списъкът включва и лидери на транснационални престъпни организации, като Рафаеле Амато, шеф на клана Амато-Пагано, клан в Камора свързан с международния трафик на наркотици. Амато закупува чрез офшорна компания земя и недвижими имоти в Испания.
Други имена на известни личности са Шакира с офшорни предприятия, докато беше съдена за укриване на данъци, моделът Клаудия Шифър, индийски крикет играч Sachin Tendulkar, индийският милиардер Анил Амбани, пакистанският министър на финансите Шаукат Fayaz Ахмед Tarin, някои от членовете на семейства на висши генерали на Пакистан, изпълнителният директор на Channel One Русия Константин Ернст. Мигел Босе, Пеп Гуардиола и Хулио Иглесиас също са посочени.
Известни са имената и на 200 българи. От 27 хиляди офшорни компании 174 са български. Според финансовият експерт Кольо Парамов само за периода 2001–2010 г. над 24 млрд. долара са изнесени от България към офшорни зони. Според frognews.bg поне 500 човека по време на управлението на ГЕРБ имат пряка връзка с изчезналите около 100 милиарда евро.

Документите Пандора са последните от поредица масови разкрития на финансови документи от ICIJ, от LuxLeaks през 2014 г., до Swiss Leaks през 2015 г. и Досиета от Панама от 2016 г., които предизвикват оставката на премиера на Исландия и проправят пътя за отстраняването на лидера на Пакистан. Следват Досиета от Рая през 2017 г. и Файловете FinCen през 2020 г.
Според писателят Калин Тодоров компрометиращата информация се пуска избирателно и дозирано за да контролира политиците по света.